# Argina
Argina é um género de traça pertencente à família Arctiidae.